# Hraboveț, Bohorodceanî
Hraboveț (în ucraineană Грабовець) este localitatea de reședință a comunei Hraboveț din raionul Bohorodceanî, regiunea Ivano-Frankivsk, Ucraina.

## Demografie
Componența lingvistică a localității Hraboveț
     Ucraineană (99,84%)
     Alte limbi (0,08%)
Conform recensământului din 2001, majoritatea populației localității Hraboveț era vorbitoare de ucraineană (99,84%), existând în minoritate și vorbitori de alte limbi.